# رئيس فوق الماء
رئيس فوق الماء (بالإنجليزية: Head Above Water) هو فيلم كوميدي تم إنتاجه في الولايات المتحدة وصدر في سنة 1996. الفيلم من إخراج جيم ويلسون من بطولة هارفي كيتل وكاميرون دياز وبيلي زين.

## القصة
(ناتالي) امرأة شابة على قدر كبير من الجمال متزوجة من (جورج) وهو قاضٍ كبير، تذهب في عطلة مع زوجها لقضاء بعض الوقت للاستجمام، لتجد أحد أصدقائها القدامى، ذلك الشباب الذي كانت لديها معه ذكريات طفولة مشتركة، لتنجذب إليه ويقضيان وقتا ممتعا سويا في نزهات وغيره، ولكن الأمور تسوء بشدة ويصبح الأمر خارج نطاق السيطرة تماما.

## الميزانية والإيرادات
حقق إيرادات تقدر بـ 32212 دولار.

## روابط خارجية
- رئيس فوق الماء على موقع IMDb (الإنجليزية)
- رئيس فوق الماء على موقع روتن توميتوز (الإنجليزية)
- رئيس فوق الماء على موقع نتفليكس (الإنجليزية)
- رئيس فوق الماء على موقع قاعدة بيانات الأفلام العربية
- رئيس فوق الماء على موقع ألو سيني (الفرنسية)
- رئيس فوق الماء على موقع Turner Classic Movies (الإنجليزية)
- رئيس فوق الماء على موقع أول موفي (الإنجليزية)
- رئيس فوق الماء على موقع بوكس أوفيس موجو (الإنجليزية)
- رئيس فوق الماء على موقع فيلمافينيتي (الإسبانية)
- رئيس فوق الماء على موقع قاعدة بيانات الأفلام السويدية (السويدية)